# Çukurova, Of
Çukurova là một xã thuộc huyện Of, tỉnh Trabzon, Thổ Nhĩ Kỳ. Dân số thời điểm năm 2011 là 48 người.